# Anundo de Upsália
Anundo de Upsália (em sueco: Anund Uppsale foi um rei lendário dos Suíones no século IX. Anundo teria sido expulso de Velha Upsália, mas teria regressado em 844 com apoio dinamarquês para reaver o reino. Está mencionado como Anoundus na Vida de Ansgário de Rimbert, do século IX, e como Önundr uppsali  na Saga de Hervör, do século XII.
Genealogia de Anundo de Upsália, segundo a a Saga de Hervör
|  |  |  |  |  |  |  |  |  |  |  |  |  |  |                                    |                                    |                                    |                                    |                                       |                                       |                                       |                                       |                                       |                                       | Biorno Flanco de Ferro Björn Järnsida |                                 |                                 |                                 |  |  |                                      |                                      |                                      |                                      |                                      |                                      |  |  |  |  |  |  |  |  |  |  |  |  |
|  |  |  |  |  |  |  |  |  |  |  |  |  |  |                                    |                                    |                                    |                                    |                                       |                                       |                                       |                                       |                                       |                                       |                                       |                                 |                                 |                                 |  |  |                                      |                                      |                                      |                                      |                                      |                                      |  |  |  |  |  |  |  |  |  |  |  |  |
|  |  |  |  |  |  |  |  |  |  |  |  |  |  |                                    |                                    |                                    |                                    |                                       |                                       |                                       |                                       |                                       |                                       |                                       |                                 |                                 |                                 |  |  |                                      |                                      |                                      |                                      |                                      |                                      |  |  |  |  |  |  |  |  |  |  |  |  |
|  |  |  |  |  |  |  |  |  |  |  |  |  |  |                                    |                                    |                                    |                                    | Érico, filho de Biorno Erik Björnsson | Érico, filho de Biorno Erik Björnsson | Érico, filho de Biorno Erik Björnsson | Érico, filho de Biorno Erik Björnsson | Érico, filho de Biorno Erik Björnsson | Érico, filho de Biorno Erik Björnsson |                                       |                                 |                                 |                                 |  |  | Príncipe Refil                       | Príncipe Refil                       | Príncipe Refil                       | Príncipe Refil                       | Príncipe Refil                       | Príncipe Refil                       |  |  |  |  |  |  |  |  |  |  |  |  |
|  |  |  |  |  |  |  |  |  |  |  |  |  |  |                                    |                                    |                                    |                                    | Érico, filho de Biorno Erik Björnsson | Érico, filho de Biorno Erik Björnsson | Érico, filho de Biorno Erik Björnsson | Érico, filho de Biorno Erik Björnsson | Érico, filho de Biorno Erik Björnsson | Érico, filho de Biorno Erik Björnsson |                                       |                                 |                                 |                                 |  |  | Príncipe Refil                       | Príncipe Refil                       | Príncipe Refil                       | Príncipe Refil                       | Príncipe Refil                       | Príncipe Refil                       |  |  |  |  |  |  |  |  |  |  |  |  |
|  |  |  |  |  |  |  |  |  |  |  |  |  |  |                                    |                                    |                                    |                                    |                                       |                                       |                                       |                                       |                                       |                                       |                                       |                                 |                                 |                                 |  |  |                                      |                                      |                                      |                                      |                                      |                                      |  |  |  |  |  |  |  |  |  |  |  |  |
|  |  |  |  |  |  |  |  |  |  |  |  |  |  | Biorno no Montículo Björn på Högen | Biorno no Montículo Björn på Högen | Biorno no Montículo Björn på Högen | Biorno no Montículo Björn på Högen | Biorno no Montículo Björn på Högen    | Biorno no Montículo Björn på Högen    |                                       |                                       | Anundo de Upsália Anund Uppsale       | Anundo de Upsália Anund Uppsale       | Anundo de Upsália Anund Uppsale       | Anundo de Upsália Anund Uppsale | Anundo de Upsália Anund Uppsale | Anundo de Upsália Anund Uppsale |  |  | Érico, filho de Refil Erik Refilsson | Érico, filho de Refil Erik Refilsson | Érico, filho de Refil Erik Refilsson | Érico, filho de Refil Erik Refilsson | Érico, filho de Refil Erik Refilsson | Érico, filho de Refil Erik Refilsson |  |  |  |  |  |  |  |  |  |  |  |  |
|  |  |  |  |  |  |  |  |  |  |  |  |  |  | Biorno no Montículo Björn på Högen | Biorno no Montículo Björn på Högen | Biorno no Montículo Björn på Högen | Biorno no Montículo Björn på Högen | Biorno no Montículo Björn på Högen    | Biorno no Montículo Björn på Högen    |                                       |                                       | Anundo de Upsália Anund Uppsale       | Anundo de Upsália Anund Uppsale       | Anundo de Upsália Anund Uppsale       | Anundo de Upsália Anund Uppsale | Anundo de Upsália Anund Uppsale | Anundo de Upsália Anund Uppsale |  |  | Érico, filho de Refil Erik Refilsson | Érico, filho de Refil Erik Refilsson | Érico, filho de Refil Erik Refilsson | Érico, filho de Refil Erik Refilsson | Érico, filho de Refil Erik Refilsson | Érico, filho de Refil Erik Refilsson |  |  |  |  |  |  |  |  |  |  |  |  |
|  |  |  |  |  |  |  |  |  |  |  |  |  |  |                                    |                                    |                                    |                                    |                                       |                                       |                                       |                                       | Érico Anundsson Erik Anundsson        |                                       |                                       |                                 |                                 |                                 |  |  |                                      |                                      |                                      |                                      |                                      |                                      |  |  |  |  |  |  |  |  |  |  |  |  |